# Marie-Pier Perreault
Marie-Pier Perreault est une chanteuse québécoise née le 16 mai 1989 à Mascouche.

## Biographie
Elle a un frère, Alexandre.
À l'âge de douze ans, elle sort un premier album.
Elle sort un quatrième album en 2013.
Elle est choisie pour interpréter l'hymne national canadien avant le match du Canadien le 28 janvier 2014.

## Discographie

### Albums
- 2002 : Parlez-moi
- 2004 : Où la route mène
- 2007 : J'oublierai
- 2012 : Mon éternité (Duo avec Maxime McGraw)
- 2013 : M'enraciner[5]